# Champagny-en-Vanoise
Champagny-en-Vanoise – miejscowość i gmina we Francji, w regionie Owernia-Rodan-Alpy, w departamencie Sabaudia. W 2017 roku populacja gminy wynosiła 601 mieszkańców. Obszar gminy znajduje się w Parc national de la Vanoise.